# Bajitpur
Bajitpur è un sottodistretto (upazila) del Bangladesh situato nel distretto di Kishoreganj, divisione di Dacca. Si estende su una superficie di 193,76 km² e conta una popolazione di 248.730  abitanti (censimento 2011).